# 林堡语
林堡语属于印欧语系日耳曼语族的西日耳曼语支，属法兰克语言的一支，是在荷兰、比利时和德国边界的林堡和萊茵蘭地区所使用的语言。這個語言的使用範圍大致上為一個自芬洛圈至杜塞爾多夫、亞琛、馬斯特里赫特、哈瑟爾特的大圓圈。在荷蘭，林堡語被認為是一種區域語言（荷蘭語：streektaal），也因此得到歐洲區域語言或次要語言憲章第二章的中等保護。

## 馬斯－萊茵語
在德國，林堡語經常被認為是低地法蘭克語的一支；但在荷蘭和比利時，傳統上認為林堡語屬於高地德語中的西中部德語的一支。此差異源自於兩邊一項定義的不同：低地國家的語言學家將高地德語定義為發生高地德語子音推移前三階段中任意一階段的語言。在德國，它的方言在語言學上經常稱呼萊茵河東部的方言為"Bergisch"；萊茵河西部的部份叫低地萊茵語、林堡語或"Ripuarian"。林堡語並非德國政府承認的官方語言之一。
林堡语和下萊茵語都屬於大馬斯－萊茵區域的一個南低地法蘭克語的語群，此語群範圍包括比利時、荷蘭與德國北部萊茵蘭的區域。這三角的北部受標準荷蘭語影響，尤其在荷蘭聯合王國於1815年成立後更是如此，而最南的部份在此時則成為普魯士王國的一部份，從此這部份就屬於高地德語區的一部份。然而在方言觀點來看，邊界兩邊的方言相互的理解依舊是可能的。
這個較上的語群又稱之為馬斯-萊茵語，阿姆斯特丹的語言學家Ad Welschen認為，它可被分成南北兩支。因此林堡語可說是個在荷蘭和比利時使用的南馬斯-萊茵語言。

## 荷蘭和比利時林堡語
估計低地國家有1600000林堡語使用者，另外在德國也有數十萬人說林堡語，詳細數據基於不同定義。比起那些使用於荷蘭和德國的方言，使用於佛拉芒地區的林堡語的各種方言受到更多法語的影響，這個語言和德語與荷蘭語有相似之處，而 Hendrik van Veldeke，一個來自當地的中世紀作家，也因此同時被認為是早期德語作家和荷蘭語的最早的寫作者的其中之一。
與多數歐洲語言不同的是，林堡語是個聲調語言，它有兩個聲調，其他被認為是略為聲調化的歐洲語言包括立陶宛語、斯洛文尼亞語、瑞典語、挪威語與南斯拉夫諸許多的語言，如塞尔维亚语、波斯尼亚语與克罗地亚语等。
林堡語亦顯出可能的凱爾特語根源特徵，這點由比起其他西日耳曼語言，林堡語具有更多源自凱爾特語言的單字這點可看出，此語言通行區域本來是凱爾特人部落的居住地。

## 林堡語的分支
- 北林堡語（Noord Limburgs）分佈於芬洛至荷蘭北部，是林堡語的一種，它帶有南海爾德方言的特徵。
- 中林堡語（Centraal Limburgs）是德國的概念，它通行於荷蘭東部及比利時部份地區。
- 東南下法蘭克語（Südostniederfränkisch）
- 東南林堡語（Zuidoost-Limburgs）

## 發音
此處的發音說明基於使用於哈瑟尔特的西林堡語。

### 輔音
|          | 雙唇音 | 雙唇音 | 唇齒音 | 唇齒音 | 齒齦音 | 齒齦音 | 齒齦後音 | 齒齦後音 | 硬顎音 | 硬顎音 | 軟顎音 | 軟顎音 | 喉音 | 喉音 |
| -------- | ------ | ------ | ------ | ------ | ------ | ------ | -------- | -------- | ------ | ------ | ------ | ------ | ---- | ---- |
| 鼻音     |        | m      |        |        |        | n      |          |          |        |        |        | ŋ      |      |      |
| 塞音     | p      | b      |        |        | t      | d      |          |          |        |        | k      |        |      |      |
| 無擦通音 |        | β̞      |        |        |        |        |          |          |        | j      |        |        |      |      |
| 塞擦音   |        |        |        |        |        |        |          | dʒ       |        |        |        |        |      |      |
| 擦音     |        |        | f      | v      | s      | z      | ʃ        |          |        |        | x      | ɣ      | h    |      |
| 顫音     |        |        |        |        |        | r      |          |          |        |        |        |        |      |      |
| 邊通音   |        |        |        |        |        | l      |          |          |        |        |        |        |      |      |

### 元音

#### 單母音
|      | 前           | 央 | 後      |
| ---- | ------------ | -- | ------- |
| 閉   | i iː y yː    |    | u uː    |
| 次閉 | ɪ            |    |         |
| 半閉 | eː ø øː      |    | oː      |
| 中   |              | ə  | ɔ       |
| 半開 | ɛ ɛː œ œː œ̃ː |    | ɔː ɔ̃ː   |
| 次開 | æ æ̃ː         |    |         |
| 開   | aː           |    | ɑ ɑː ɑ̃ː |

/ə/只出現在非重音音節，/oː/只出現於源自標準荷蘭語或英語的借用詞中。而鼻化母音 /œ̃ː æ̃ː ɑ̃ː ɔ̃ː/只出現於源自法語的借用詞中。
在齿龈音前，/øː œː uː/會被讀成[øə œə uə]。

#### 雙母音
林堡語的雙母音計有/iə øɪ eɪ uɪ ɔɪ aɪ ou/等，另外還有/uː ɔː ɑː/與/j/的混合，而/aɪ/只出現於從法語借用的單字中以及感嘆詞中。
在齿龈音前，/ou/會被讀成[oə]，而/eɪ/則會被讀成[eə]或[ejə]。

### 聲調
在重音節上，林堡語有兩個聲調傳統上分別稱之為推调（sjtoettoen）與拖调（sjleiptoen）。聲調可以區分不同的字以及一字的不同形式。例如：[daːx] ，若發拖调（[daːx˦˨˧]）則意味著「日子」，若發推调（[daːx˦˨]）則意為「日子（複數）」）.

### 元音變化
林堡語對名詞使用一些元音變化以標明複數。在英語中也有類似的使用，如man - men及goose - geese等。
在多數林堡語的方言中，將會在部份名詞中找到元音變化。越東邊的地方，朝德國方向的地方可以找到更多如此的字。
林堡語基於元音變化的複數名詞舉隅： 
- broor - breur 兄弟（單數 - 複數）
- sjoon - sjeun 鞋子（單數 - 複數）